# Kolodrubî, Mîkolaiiv
Kolodrubî (în ucraineană Колодруби) este localitatea de reședință a comunei Kolodrubî din raionul Mîkolaiiv, regiunea Liov, Ucraina.

## Demografie
Componența lingvistică a localității Kolodrubî
     Ucraineană (99,64%)
     Alte limbi (0,36%)
Conform recensământului din 2001, majoritatea populației localității Kolodrubî era vorbitoare de ucraineană (99,64%), existând în minoritate și vorbitori de alte limbi.